# 伊萬基夫齊 (傑拉日尼亞區)
49°10′5″N 27°19′17″E / 49.16806°N 27.32139°E
伊萬基夫齊（烏克蘭語：Іванківці）是位於烏克蘭西部的村莊，由赫梅利尼茨基州裡赫梅利尼茨基區的德拉日尼亞市鎮負責管轄。該村始建於1624年，面積1.67平方公里，海拔高度299米，2001年人口389，人口密度每平方公里233.6人。